# Nasua
A Nasua az emlősök (Mammalia) osztályának ragadozók (Carnivora) rendjébe, ezen belül a mosómedvefélék (Procyonidae) családjába tartozó nem.

## Tudnivalók
A Nasua-fajok előfordulási területe az amerikai szuperkontinensen van. Az Amerikai Egyesült Államokhoz tartozó Arizonától és Új-Mexikótól kezdve, Közép- és Dél-Amerika nagy részén keresztül, egészen Észak-Argentínáig és Uruguayig  megtalálhatók. Testesebbek és csoportosabban élnek, mint rokonaik a Nasuella-fajok. Ezeknek az állatoknak 40 darab foguk van; a fogképletük a következő: {\displaystyle {\tfrac {3.1.4.2}{3.1.4.2}}}.

## Rendszerezés
A nembe az alábbi 2 élő faj és 2 fosszilis faj tartozik:
- fehérorrú koati (Nasua narica) (Linnaeus, 1766)[1][2]
- ormányos medve (Nasua nasua) (Linnaeus, 1766)[3][4] - típusfaj
- †Nasua nicaeensis
- †Nasua pronarica

A cozumel-szigeti ormányosmedvét (Nasua narica nelsoni) körülbelül 10-15 éven keresztül, megpróbáltak önálló fajjá tenni; azonban alakban és méretben alig különbözik a kontinentális fehérorrú koatitól.

### Fordítás
- Ez a szócikk részben vagy egészben  a   Nasua című angol Wikipédia-szócikk ezen változatának fordításán alapul.  Az eredeti cikk szerkesztőit annak laptörténete sorolja fel. Ez a jelzés csupán a megfogalmazás eredetét és a szerzői jogokat jelzi, nem szolgál a cikkben szereplő információk forrásmegjelöléseként.
- Ez a szócikk részben vagy egészben  a   List of procyonids című angol Wikipédia-szócikk ezen változatának fordításán alapul.  Az eredeti cikk szerkesztőit annak laptörténete sorolja fel. Ez a jelzés csupán a megfogalmazás eredetét és a szerzői jogokat jelzi, nem szolgál a cikkben szereplő információk forrásmegjelöléseként.